# 武汉防汛纪念碑
30°35′38″N 114°18′02″E / 30.59389°N 114.30056°E
武汉防汛纪念碑也称武汉防洪纪念碑，位于中国湖北省武汉市江岸区汉口江滩的江堤上，是为纪念1954年长江洪水期间的防汛工作而于1969年兴建的一座纪念碑。现为湖北省文物保护单位。